# Polistes xanthorrhoicus
Polistes xanthorrhoicus är en getingart som beskrevs av Giordani Soika 1975. Polistes xanthorrhoicus ingår i släktet pappersgetingar, och familjen getingar. Inga underarter finns listade i Catalogue of Life.